# ميغان شونيسي
ميغان شونيسي (بالإنجليزية: Meghann Shaughnessy)‏ مواليد 13 أبريل 1979 في ريتشموند، فرجينيا، الولايات المتحدة، هي لاعبة كرة مضرب أمريكية سابقة وكانت تلعب باليد اليمنى بدأت مسيرتها كمحترفة عام 1996، اعتزلت اللعب في 2014. أعلى تصنيف لها في الفردي كان المركز الـ 11 في سنة 2001.

## روابط خارجية
- ميغان شونيسي على موقع رابطة محترفات التنس (الإنجليزية)
- ميغان شونيسي على موقع الاتحاد الدولي لكرة المضرب (الإنجليزية)
- ميغان شونيسي على موقع كأس بيلي جين كينغ (الإنجليزية)
- ميغان شونيسي على موقع خلاصة التنس.كوم (الإنجليزية)
- ميغان شونيسي على موقع إي إس بي إن.كوم (الإنجليزية)